# NK Mohovo
NK Mohovo je nogometni klub iz Mohova.
U sezoni 2020./21. se natječe se u 2. ŽNL Vukovarsko-srijemska NS Vukovar., nakon što je u sezoni 2019./20. osvojio 1. mjesto u 3. ŽNL Vukovarsko-srijemska NS Vukovar.

## Povijest
Prvi nogometni klub u Mohovu bio je NK "Moša" osnovan 1930. godine. 
Nogometni klub Mohovo osnovan je 1998. godine nakon mirne reintegracije i povratka prognanika.

### Plasmani kluba kroz povijest
| Sezona      | Liga                                   | Plasman    |
| ----------- | -------------------------------------- | ---------- |
| 1999./2000. | 3. ŽNL Vukovarsko-srijemska Grupa B    | 1. mjesto  |
| 2000./01.   | 2. ŽNL Vukovarsko-srijemska            | 14. mjesto |
| 2001./02.   | 2. ŽNL Vukovarsko-srijemska Grupa A    | 16. mjesto |
| 2002./03.   | 3. ŽNL Vukovarsko-srijemska Grupa B    | 7. mjesto  |
| 2003./04.   | 3. ŽNL Vukovarsko-srijemska Grupa B    |            |
| 2004./05.   | 3. ŽNL Vukovarsko-srijemska Grupa B    |            |
| 2005./06.   | 3. ŽNL Vukovarsko-srijemska Grupa B    | 10. mjesto |
| 2006./07.   | 3. ŽNL Vukovarsko-srijemska NS Vukovar | 3. mjesto  |
| 2007./08.   | 3. ŽNL Vukovarsko-srijemska NS Vukovar | 4. mjesto  |
| 2008./09.   | 3. ŽNL Vukovarsko-srijemska NS Vukovar | 3. mjesto  |
| 2009./10.   | 3. ŽNL Vukovarsko-srijemska NS Vukovar | 2. mjesto  |
| 2010./11.   | 2. ŽNL Vukovarsko-srijemska NS Vukovar | 12. mjesto |
| 2011./12.   | 3. ŽNL Vukovarsko-srijemska NS Vukovar | 1. mjesto  |
| 2012./13.   | 2. ŽNL Vukovarsko-srijemska NS Vukovar | 11. mjesto |
| 2013./14.   | 2. ŽNL Vukovarsko-srijemska NS Vukovar | 11. mjesto |
| 2014./15.   | 3. ŽNL Vukovarsko-srijemska NS Vukovar | 2. mjesto  |
| 2015./16.   | 2. ŽNL Vukovarsko-srijemska NS Vukovar | 11. mjesto |
| 2016./17.   | 3. ŽNL Vukovarsko-srijemska NS Vukovar | 5. mjesto  |

## Vanjske poveznice
- Facebook stranica kluba